# Ciclabilitate
Ciclabilitatea reprezintă gradul de ușurință a circulației bicicletelor. Un grad mai mare de ciclabilitate în orașe este asociat, printre altele, cu beneficii pentru sănătatea oamenilor, nivele mai scăzute de poluare atmosferică și acustică, îmbunătățirea fluidității traficului sau o productivitate mai mare.

## Factori de ciclabilitate
Printre factorii care afectează ciclabilitatea se numără:

### Securitatea
Siguranța pistelor pentru biciclete este un criteriu pentru o ciclabilitate ridicată:
- Cele mai sigure rute sunt cele segregate de traficul motorizat (benzi pentru biciclete), urmate de ciclorutele în care bicicliștii au prioritate și, în final, de piste pentru biciclete, în care bicicletele circulă alături de vehicule motorizate pe rute cu mai multe benzi pe sens.
- Lățimea pistelor pentru biciclete trebuie să fie suficientă pentru a permite traversarea sau depășirea în siguranță a două biciclete.
- Vizibilitatea rutei trebuie să permită anticiparea posibilelor frânări și intersecții, evitând virajele la unghi drept.
- Intersecțiile trebuie, de asemenea, să fie semnalizate corespunzător atât pentru bicicliști, cât și pentru traficul motorizat.
- Rutele trebuie să evite obstacolele, cum ar fi stâlpii de iluminat sau băncile. De asemenea, trebuie să evite transportul bicicletelor pe scări, în cazul cărora pot fi adăugate rampe pentru biciclete.
- Suprafața trebuie să fie netedă, cu obstacole reduse, cum ar fi bordurile, cu materiale care nu oferă prea multă rezistență, care drenază și, în același timp, nu sunt alunecoase când plouă.

### Coerență
O rețea de ciclism coerentă implică:
- Pistele pentru biciclete trebuie să acopere întreaga extindere a orașului, astfel încât bicicleta să poată fi folosită pentru a ajunge la cât mai multe destinații posibile. Ideal ar fi să existe o pistă pentru biciclete la mai puțin de 250 de metri de orice punct din oraș.
- Acestea trebuie să fie conectate între ele în mod continuu.
- Trebuie să existe locuri de parcare sigure atât la origine, cât și la destinație.
- Proiectarea pistelor pentru biciclete trebuie să fie uniformă, astfel încât toți cetățenii să poată percepe rapid utilizarea acelei rute, evitând conflicte.
- Rutele trebuie să fie semnalizate corect, inclusiv destinațiile oferite de fiecare rută.

### Liniaritate
Bicicletele sunt propulsate de efortul fizic al oamenilor, prin urmare, o rețea de ciclism foarte ciclabilă trebuie să permită deplasări directe fără prea mult efort:
- Traseele între origine și destinație pot fi realizate cât mai direct posibil, fără a necesita devieri mari.
- Rutele pentru biciclete trebuie să treacă pe străzile principale, deoarece acestea sunt de obicei cele care găzduiesc majoritatea magazinelor și serviciilor.
- Trebuie evitate sau minimizate pantă.
- Se reduce numărul de opriri, cum ar fi semafoare sau intersecții, care necesită un efort fizic mai mare.

## Indicatori de ciclabilitate
Unul dintre cei mai buni indicatori ai gradului de ciclabilitate este proporția echilibrată a genurilor și vârstelor care utilizează în mod regulat bicicleta. Femeile, copiii și persoanele în vârstă au o percepție mai mare a nesiguranței, astfel încât, dacă un oraș are o ciclabilitate scăzută, bicicleta nu va fi considerată un mijloc de transport obișnuit. În schimb, o compoziție a utilizatorilor de bicicletă similară cu structura demografică va indica un spațiu foarte ciclabil.